# Кобяки (Тамбовская область)
Кобяки — село в Кирсановском районе Тамбовской области России. Входит в состав Голынщинского сельсовета.

## География
Село находится в восточной части Тамбовской области, в лесостепной зоне, в пределах Окско-Донской равнины, на правом берегу реки Сухой Калаис, на расстоянии примерно 8 километров (по прямой) к западу-северо-западу (WNW) от города Кирсанова, административного центра района. Абсолютная высота — 156 метров над уровнем моря.
Климат
Климат характеризуется как умеренно континентальный с недостаточным и неустойчивым увлажнением. Среднегодовое количество осадков составляет 470—510 мм. Средняя температура января составляет −11,3 °С, июля — +20,4 °С.
Часовой пояс
Село Кобяки, как и вся Тамбовская область, находится в часовой зоне МСК (московское время). Смещение применяемого времени относительно UTC составляет +3:00.

## История
Село основано не позднее чем в 1773 году когда несколько семей государственных крестьян из населенного пункта Пурсованье (будущего города Кирсанова) была переселена в новую деревню по мирскому приговору. В 4 ревизии города Кирсанов за 1782 года эта часть семей отмечена переселенными. В 1797 года село Сухой Калаис и 500 душ крепостных крестьян Павел I пожаловал бывшему обер-полицмейстеру Санкт-Петербурга тайному советнику Антону Михайловичу Рачинскому. По данным 1926 года имелось 444 хозяйства и проживало 2526 человек (1191 мужчина и 1335 женщин). В административном отношении село входило в состав Пригородной волости Кирсановского уезда Тамбовской губернии. До 2013 года Кобяки являлись центром Кобяковского сельсосета.

## Население
| 2010 |
| ---- |
| 359  |

Половой состав
По данным Всероссийской переписи населения 2010 года в гендерной структуре населения мужчины составляли 45,1 %, женщины — соответственно 54,9 %.
Национальный состав
Согласно результатам переписи 2002 года, в национальной структуре населения русские составляли 93 % из 341 чел.

## Улицы
Уличная сеть села состоит из пяти улиц.